# William Gladstone
William Ewart Gladstone /ˈɡlædstən/ (Liverpool, 29 de diciembre de 1809-Hawarden, 19 de mayo de 1898) fue un político liberal británico. Primero fue miembro de la Cámara de los Comunes del Reino Unido y luego ocupó varios cargos en el gobierno de Su Majestad. Fue el secretario general del Partido Liberal en los periodos de 1866-1875 y 1880-1894, y llegó a ser primer ministro del Reino Unido en cuatro ocasiones: de 1868 a 1874, de 1880 a 1885, en 1886, y de 1892 a 1894.
Fue uno de los estadistas más célebres de la época victoriana, rival de Disraeli, y aún se lo considera uno de los más importantes primeros ministros que ha tenido el Reino Unido; Winston Churchill lo citaba como inspirador suyo.

## Biografía
William Ewart Gladstone nació en 1809,. en el número 62 de Rodney Street, en Liverpool. Era el cuarto hijo del acaudalado propietario de esclavos John Gladstone, y de su segunda esposa, Anne MacKenzie Robertson. Recibió el nombre de un amigo íntimo de su padre, William Ewart, otro comerciante de Liverpool y padre de William Ewart, más tarde político liberal. En 1835, el apellido de la familia se cambió de Gladstones a Gladstone por licencia real. Su padre fue nombrado baronet de Fasque y Balfour, en 1846.
Aunque nació y creció en Liverpool, William Gladstone era de ascendencia puramente escocesa. Su abuelo Thomas Gladstones (1732-1809) fue un destacado comerciante de Leith, y su abuelo materno, Andrew Robertson, fue Provost de Dingwall y Sheriff Sustituto de Ross-shire. Su biógrafo John Morley lo describió como "un montañés bajo la custodia de un montañés", y a un adversario como "un ardiente italiano bajo la custodia de un escocés". Uno de los primeros recuerdos de su infancia es que le hicieron ponerse de pie sobre una mesa y decir "Damas y caballeros" al público reunido, probablemente en una reunión para promover la elección de George Canning como diputado por Liverpool en 1812. En 1814, el joven "Willy" visitó Escocia por primera vez, ya que él y su hermano John Neilson Gladstone viajaron con su padre a Edimburgo, Biggar (South Lanarkshire) y Dingwall para visitar a sus parientes. Willy y su hermano fueron nombrados freemen del burgo de Dingwall. En 1815, Gladstone también viajó a Londres y Cambridge por primera vez con sus padres. Durante su estancia en Londres, asistió con su familia a un servicio de acción de gracias en la catedral de San Pablo tras la Batalla de Waterloo, donde vio al futuro rey Jorge IV del Reino Unido.
Se educó en el Eton College y en Oxford. Sus primeros pasos en la política los dio en 1832 como diputado del partido conservador, entonces llamado Partido Tory, en el gobierno bipartidista durante la época victoriana, pero años más tarde dejó de ser conservador para unirse al liberalismo (Whig), situándose a favor de libre cambio y acercándose más a la Iglesia.
De 1843 a 1845 fue ministro de comercio, y de 1845 a 1846 ministro de las Colonias durante el mandato de Robert Peel, el líder del ala liberal de los conservadores. Tras la muerte de este, llegó a ser ministro de hacienda y aprovechó para impulsar la liberación del comercio exterior durante los gobiernos de Aberdeen, de 1852 a 1855, y Palmerston, de 1859 a 1865. Este año fue determinante para la historia política británica, ya que tras la muerte de Palmerston se produjo un realineamiento de partidos, fusionándose el Tory y el Whig al Partido Liberal, y sobre todo, por el definitivo paso de Gladstone como izquierdista, al convertirse en el líder de dicho partido. En 1868 fue nombrado primer ministro, cargo que ocupó hasta 1874. Desde 1880 a 1885 volvería a encabezar el gabinete, repitiendo en 1886 y desde 1892 a 1894. Entre sus labores más importantes se destaca la reapertura del ejército y de las universidades, suprimiendo prejuicios religiosos y privilegios económicos. También extendió el sistema de oposiciones para el acceso a la función pública, formó el sistema educativo, y en 1872 introdujo el voto secreto.
La crisis agrícola de finales del siglo XIX lo llevó a aceptar la adquisición forzosa de nuevos mercados, teniendo que ir en contra de sus ideas contrarias al imperialismo. Esto fue lo que provocó la ocupación de Egipto en 1882 y la entrada en Sudán en 1885.
Dictó las leyes de la Tierra (1870 y 1881) y la Ley de prevención de crímenes de 1882 para reprimir la violencia nacionalista que colapsaba a Irlanda, pero como esto no fue suficiente, impulsó el proyecto de ley Home Rule en 1886 que implicaba para este país un Parlamento autónomo. Este proyecto no fue aprobado por los liberales unionistas, quienes se pasaron al partido conservador liderados por Joseph Chamberlain. El autogobierno de Irlanda y la oposición al imperialismo en la política exterior provocaron que fuera postergado en las siguientes elecciones. Dimitió en 1894, retirándose de la política después de que la Cámara de los Lores vetara su último proyecto de Home Rule para Irlanda, aprobado en los Comunes. Fue sucedido por Lord Salisbury, que había sido su rival desde la muerte de Benjamin Disraeli.
En 1885 declinó la oferta de un condado que le hizo la reina.

## Anticatolicismo
Gladstone tenía una compleja ambivalencia respecto al catolicismo. Se sentía atraído por su éxito internacional y sus majestuosas tradiciones. Más importante aún, se oponía firmemente al autoritarismo de su papa y sus obispos, a su profunda oposición pública al liberalismo y a su negativa a distinguir entre lealtad secular, por un lado, y obediencia espiritual, por otro. El peligro surgía cuando el papa o los obispos intentaban ejercer el poder temporal, como en los decretos vaticanos de 1870 como punto culminante del intento papal de controlar las iglesias de las distintas naciones, a pesar de su nacionalismo independiente. Por otra parte, cuando las prácticas rituales de la Iglesia de Inglaterra -como las vestimentas y el incienso- fueron atacadas por ser demasiado ritualistas y afines al catolicismo, Gladstone se opuso firmemente a la aprobación de la Ley de Regulación del Culto Público en 1874.
En noviembre de 1874, publicó el documento The Vatican Decrees in their Bearing on Civil Allegiance (Los decretos vaticanos y su influencia en la lealtad civil), dirigido a la dogmatización de la infalibilidad papal por parte del Concilio Vaticano I en 1870, que le había indignado. Gladstone afirmaba que este decreto había colocado a los católicos británicos en un dilema sobre los conflictos de lealtad a la Corona. Les instó a rechazar la infalibilidad papal como se habían opuesto a la Armada invencible española de 1588. El panfleto vendió 150.000 copias a finales de 1874. El cardenal Manning negó que el concilio hubiera cambiado la relación de los católicos con sus gobiernos civiles, y el arzobispo James Roosevelt Bayley, en una carta que fue obtenida por el New York Herald y publicada sin el permiso expreso de Bayley, calificó la declaración de Gladstone de "calumnia vergonzosa" y atribuyó su "monomanía" al "hari-kari político" que había cometido al disolver el Parlamento, acusándole de "ponerse 'la gorra y las campanas'(gorro propio de los bufones) e intentar hacer el papel de Lord George Gordon "para recuperar su fortuna política". John Henry Newman escribió la Carta al duque de Norfolk en respuesta a las acusaciones de Gladstone de que los católicos no tienen "libertad mental" y no pueden ser buenos ciudadanos.
Le siguió un segundo panfleto en febrero de 1875, una defensa del panfleto anterior y una respuesta a sus críticos, titulado Vaticanism: an Answer to Reproofs and Replies (El vaticanismo: respuesta a reproches y réplicas). Describía a la Iglesia católica como "una monarquía asiática: nada más que una vertiginosa altura de despotismo y un nivel muerto de servilismo religioso". Afirmó además que el Papa quería destruir el imperio de la ley y sustituirlo por una tiranía arbitraria, para luego ocultar estos "crímenes contra la libertad bajo una sofocante nube de incienso".

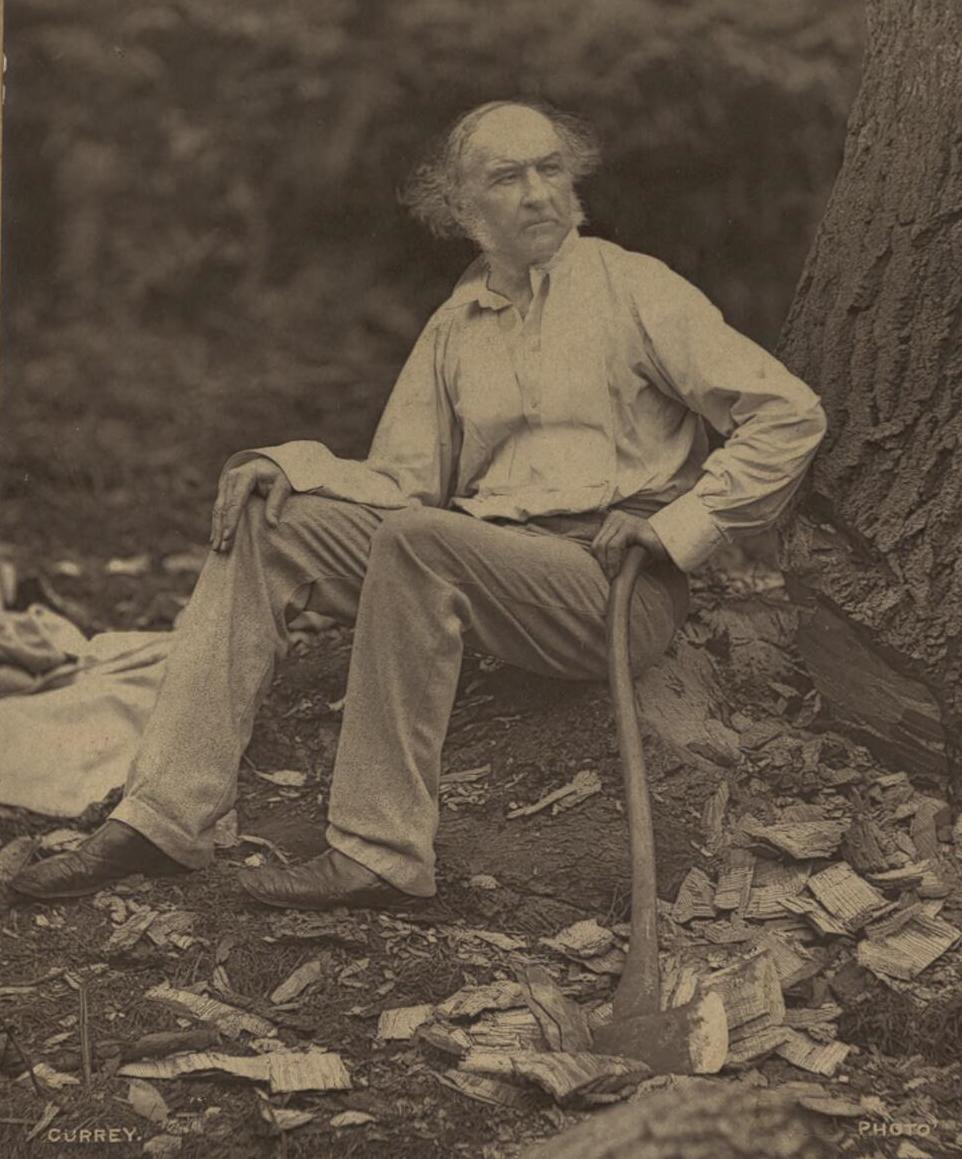
Retrato de Gladstone en Hawarden en 1877.

## Oposición al socialismo
Gladstone se opuso al socialismo después de 1842, cuando escuchó a un conferenciante socialista. Lord Kilbracken, uno de los secretarios de Gladstone, comentó:

Las doctrinas liberales de aquella época, con su violento espíritu antisocialista y su fuerte insistencia en el evangelio del ahorro, la autoayuda, la liquidación de los salarios mediante el juego del mercado y la no interferencia del Estado.... Creo que el Sr. Gladstone fue el antisocialista más fuerte que he conocido jamás: ..... Es muy cierto, como se ha dicho a menudo, que "todos somos socialistas hasta cierto punto"; pero el Sr. Gladstone fijó ese punto más bajo, y fue más vehemente contra los que lo superaban, que cualquier otro político o funcionario que yo conozca. Recuerdo que me habló con indignación del presupuesto de 1874 como "ese presupuesto socialista de Northcote", simplemente por el alivio especial que concedía a la clase más pobre de contribuyentes del impuesto sobre la renta. Su firme creencia en el libre comercio era sólo uno de los resultados de su arraigada convicción de que la interferencia del Gobierno en la libre acción del individuo, ya fuera mediante impuestos o de otro modo, debía mantenerse en un mínimo irreductible. De hecho, no es demasiado decir que su concepción del liberalismo era la negación del socialismo.

## Legado
El historiador H. C. G. Matthew afirma que el principal legado de Gladstone radicó en tres áreas: su política financiera, su apoyo al Home Rule (devolución) que modificó la visión del Estado unitario del Reino Unido y su idea de un partido progresista y reformista de amplia base y capaz de acomodar y conciliar intereses diversos, junto con sus discursos en reuniones públicas multitudinarias.
El historiador Walter L. Arnstein concluye que "Por muy notables que fueran las reformas gladstonianas, casi todas se habían mantenido dentro de la tradición liberal del siglo XIX de eliminar gradualmente las barreras religiosas, económicas y políticas que impedían a los hombres de credos y clases variadas ejercer sus talentos individuales para mejorarse a sí mismos y a su sociedad. A medida que el tercer cuarto del siglo llegaba a su fin, los bastiones esenciales del victorianismo seguían manteniéndose firmes: la respetabilidad; un gobierno de aristócratas y caballeros ahora influenciado no sólo por comerciantes y fabricantes de clase media, sino también por trabajadores laboriosos; una prosperidad que parecía descansar en gran medida en los principios de la economía del laissez-faire; y una Britannia que gobernaba las olas y muchos dominios más allá".
Lord Acton escribió en 1880 que consideraba a Gladstone uno "de los tres más grandes liberales" (junto con Edmund Burke y Lord Macaulay).
En 1909, el canciller liberal David Lloyd George presentó su "Presupuesto del Pueblo", el primer presupuesto que pretendía redistribuir la riqueza. El estadista liberal Lord Rosebery lo ridiculizó afirmando que Gladstone lo rechazaría, "porque a sus ojos, y a mis ojos, también como su humilde discípulo, Liberalismo y Libertad eran términos afines; eran hermanas gemelas".
Lloyd George había escrito en 1913 que los liberales estaban "tallando las últimas columnas de la cantera gladstoniana".
Lloyd George dijo de Gladstone en 1915: "¡Qué hombre era! Por encima de cualquier otro que haya visto en la Cámara de los Comunes. No me gustaba mucho. Odiaba a los no conformistas y a los no conformistas galeses en particular, y no sentía verdadera simpatía por las clases trabajadoras. Pero era, de lejos, el mejor orador parlamentario que he oído nunca. No era tan bueno en la exposición" Los liberales asquitianos siguieron defendiendo las políticas tradicionales gladstonianas de finanzas saneadas, relaciones exteriores pacíficas y mejor trato a Irlanda. A menudo comparaban desfavorablemente a Lloyd George con Gladstone.[cita requerida]
En 1944, el economista liberal clásico Friedrich Hayek dijo sobre el cambio en las actitudes políticas que se había producido desde la Gran Guerra: "Quizá nada muestre más claramente este cambio que el hecho de que, mientras que no falta un tratamiento comprensivo de Bismarck en la literatura inglesa contemporánea, el nombre de Gladstone rara vez es mencionado por la generación más joven sin una burla por su moral victoriana y su ingenuo utopismo".
En la segunda mitad del siglo XX, los conservadores thatcheristas empezaron a reivindicar la asociación con Gladstone y su política económica. Margaret Thatcher proclamó en 1983: "Tenemos el deber de asegurarnos de que cada céntimo que recaudamos en impuestos se gasta sabiamente y bien. Es nuestro partido el que se dedica a la buena administración; de hecho, no me importaría apostar que si el Sr. Gladstone viviera hoy, solicitaría afiliarse al Partido Conservador". En 1996, dijo: "El tipo de conservadurismo que él y yo... favorecíamos se describiría mejor como 'liberal', en el sentido antiguo. Y me refiero al liberalismo del Sr. Gladstone, no al de los colectivistas de los últimos tiempos". Nigel Lawson, uno de los cancilleres de Thatcher, llamó a Gladstone "el mejor canciller de todos los tiempos".
A. J. P. Taylor escribió que "William Ewart Gladstone fue la mayor figura política del siglo XIX. No quiero decir con ello que fuera necesariamente el mejor estadista, ni mucho menos el que más éxito tuvo. Lo que quiero decir es que dominó la escena".

### Rivalidad con Disraeli
Los escritores históricos han enfrentado a menudo a Disraeli y Gladstone como grandes rivales. Roland Quinault, sin embargo, nos advierte que no exageremos el enfrentamiento: "no fueron antagonistas directos durante la mayor parte de sus carreras políticas. De hecho, al principio ambos eran leales al partido conservador, a la Iglesia y a los intereses terratenientes. Aunque sus trayectorias divergieron sobre la derogación de las Leyes del Maíz en 1846 y más tarde sobre la política fiscal en general, no fue hasta finales de la década de 1860 cuando sus diferencias sobre la reforma parlamentaria y la política irlandesa y eclesiástica adquirieron gran importancia partidista. Incluso entonces, sus relaciones personales siguieron siendo bastante cordiales hasta su disputa sobre la Cuestión Oriental a finales de la década de 1870